# Little Bay

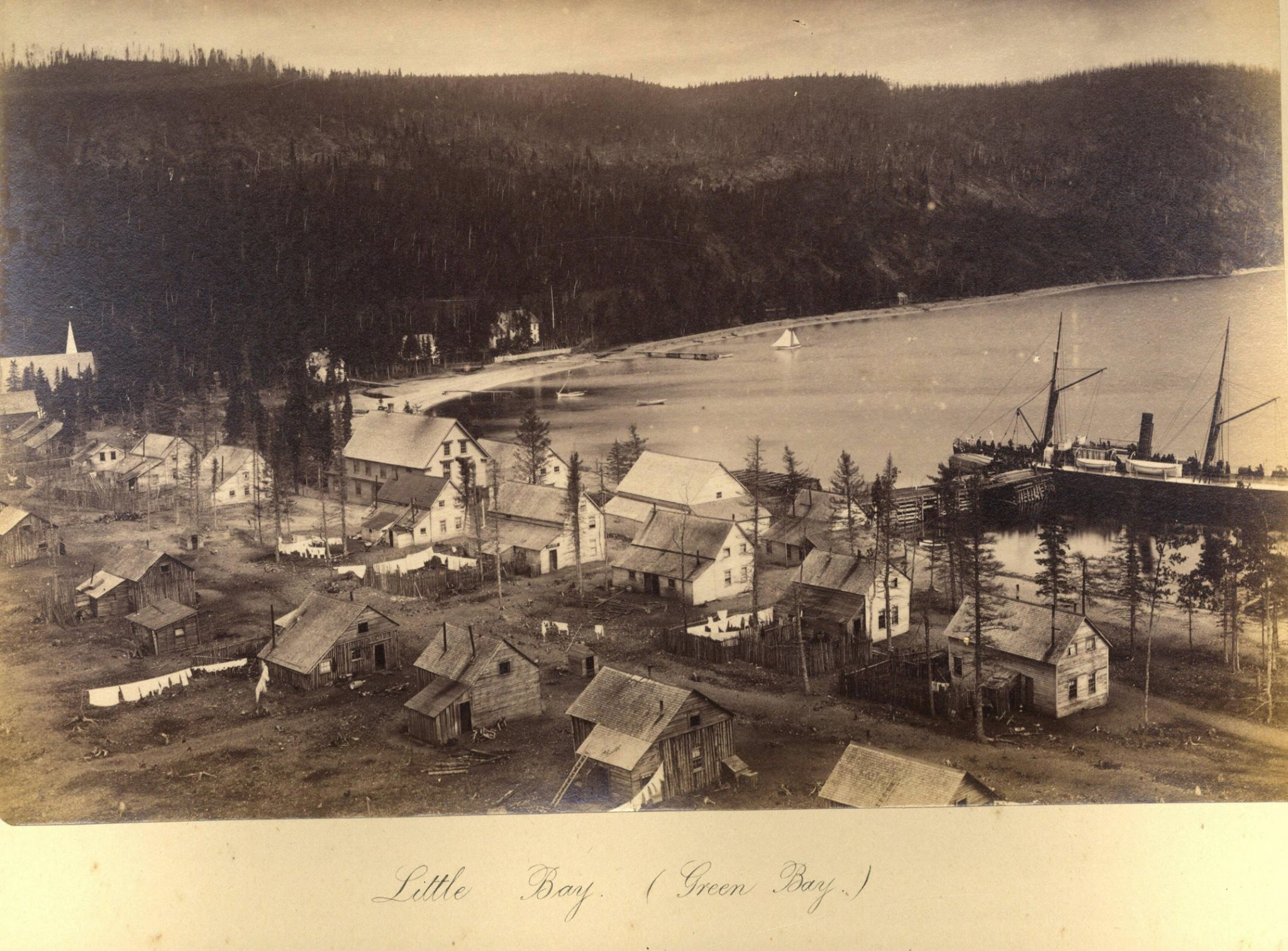
Little Bay

Little Bay est une municipalité, située sur l'Île de Terre-Neuve, dans la province de Terre-Neuve-et-Labrador, au Canada.